# Syston
Syston – miasto w Anglii, w hrabstwie Leicestershire, w dystrykcie Charnwood. Leży 9 km na północny wschód od miasta Leicester i 148 km na północny zachód od Londynu. W 2001 miasto liczyło 11 508 mieszkańców.